# 近木裕哉
近木 裕哉（ちかき ゆうや、1982年10月4日 - ）は、日本の男性声優。プロダクション・エース所属。愛媛県出身。

## 出演

### テレビアニメ
2009年
- そらのおとしもの（男子B、黒服3、テレビの声、町の人、男、男子C、私立男子、軍人）
- みなみけ おかえり（男子A、男子生徒）

2010年
- おまもりひまり（妖、客、過去の鬼斬り役、男子生徒）
- FORTUNE ARTERIAL 赤い約束（男子、男子生徒、委員）

2011年
- R-15（通行人B）

2012年
- エリアの騎士（男子生徒B）
- これはゾンビですか? オブ・ザ・デッド（生徒）

2013年
- 宇宙戦艦ヤマト2199（沢村翔、ラング艦制御室通信士、装甲車の警官、ドメラーズIII世通信士、ゲルガメッシュソナー士、ヘルダー中佐の部下）※2012年劇場先行公開
- クレヨンしんちゃん（イケメンズA）
- 生徒会の一存 Lv.2（男子2、野球部員、先輩男子）
- 問題児たちが異世界から来るそうですよ?（参加者）

2014年
- いなり、こんこん、恋いろは。（使神）

2018年
- ヒナまつり（貴志）

### 劇場アニメ
- 宇宙戦艦ヤマト2199 星巡る方舟（2014年、沢村翔[4]）

### OVA
- 宇宙戦艦ヤマト2202 愛の戦士たち（2017年、沢村翔[5]）※ODS作品

### ゲーム
- Panic Palette（2007年、大塚照馬）

### 吹き替え

#### ドラマ
- 悪夢男
- イ・サン（ソン・ソンウク）
- ウィンキーの白い馬（サミール）
- 王女の男
- 救命医ハンク3 セレブ診療ファイル（ルーク）
- 個人の趣向（キム・テフン）
- CSI:ニューヨーク7、8
- SHERLOCK（シャーロック）
- スイッチ 〜運命のいたずら〜（トビー）
- 続ハリーズ・ロー 裏通り法律事務所
- 善徳女王（ポジョン）
- チャームド 〜魔女3姉妹〜
- はじめて馬に乗った日（サミール）
- HAWAII FIVE-0
- ハンガー・ゲーム（ジェイソン）
- ビクトリアス
- ラブレイン
- 私はラブ・リーガル

#### アニメ
- ちいさなプリンセス ソフィア（ヒューゴ王子）

### ラジオ
- カドまる情報局（『A&G 超RADIO SHOW〜アニスパ!〜』内：文化放送、超!A&G+：2009年10月10日 - ）